# Hickmanapis
Genre
Hickmanapis est un genre d'araignées aranéomorphes de la famille des Anapidae.

## Distribution
Les espèces de ce genre sont endémiques de Tasmanie.

## Liste des espèces
Selon World Spider Catalog (version 18.5, 06/11/2017) :
- Hickmanapis minuta (Hickman, 1944)
- Hickmanapis renison Platnick & Forster, 1989

## Étymologie
Ce genre est nommé en l'honneur de Vernon Victor Hickman.

## Publication originale
- Platnick & Forster, 1989 : A revision of the temperate South American and Australasian spiders of the family Anapidae (Araneae, Araneoidea). Bulletin of the American Museum of Natural History, no 190, p. 1-139 (texte intégral).